# Kim Dickens
Kimberly Jan "Kim" Dickens (Huntsville, 18 de junho de 1965) é uma atriz estadunidense. Seu primeiro filme foi uma comédia de 1995, chamada Palookaville. Teve vários outros papéis, tanto principais quanto coadjuvantes, como Truth or Consequences, Zero Effect e Mercury Rising, os últimos dois em 1998. Participou também de O Homem Sem Sombra em 2000, Casa de Areia e Névoa, em 2003, Um Sonho Possível, em 2009 e Garota Exemplar em 2014.
Na televisão, seus principais papéis foram nos dramas Deadwood, de 2004 a 2006 e Treme, de 2010 a 2013, ambas pela HBO. Recentemente, ela estreou como Madison Clark na série da AMC, Fear the Walking Dead, série de horror e drama baseada em The Walking Dead (série de televisão). Entre 2015 e 2017, também participou da série da Netflix, House of Cards, como Kate Baldwin.

## Vida pessoal
Kim nasceu em Huntsville, Alabama, filha de Pam (Clark) Howell e Justin Dickens, uma cantora western, sendo uma excelente aluna, com notas altas. Graduou-se na Lee High School, em Huntsville e estudou na Universidade Vanderbilt, em Nashville, Tennessee, obtendo bacharelado em Comunicação. Kim então se mudou para Nova York para continuar seus estudos no Instituto Lee Strasberg de Cinemas e Teatro, enquanto trabalhava como garçonete, formando-se na American Academy of Dramatic Arts. No final dos anos 90, ela se mudou para Los Angeles.

## Carreira

### 1995 - 2000: primeiros trabalhos
Dickens fez sua estreia no palco em uma produção estudantil de Sexual Perversity, de David Mamet, em Chicago , na Universidade Vanderbilt. Em 1995, ela fez sua estreia profissional na tela no filme de comédia de Alan Taylor, Palookaville, interpretando a namorada do personagem de Vincent Gallo. Dickens passou o ano seguinte desempenhando papéis coadjuvantes nos filmes feitos para a televisão, como from the Grave e Two Mothers for Zachary. Em 1997, Dickens voltou ao cinema, interpretando o papel principal feminino ao lado de Vincent Gallo novamente no thriller neo-noir Truth or Consequences, NM , dirigido por Kiefer Sutherland. O filme recebeu críticas negativas dos críticos. Em 1998, ela apareceu em Great Expectations, uma adaptação cinematográfica do romance de Charles Dickens, e teve os papéis principais femininos em Zero Effect e Mercury Rising. Em 1999, ela estrelou ao lado de Antonio Banderas no filme de comédia, The White River Kid.

### 2010 - 2014: Papeis Coadjuvantes e trabalho continuo

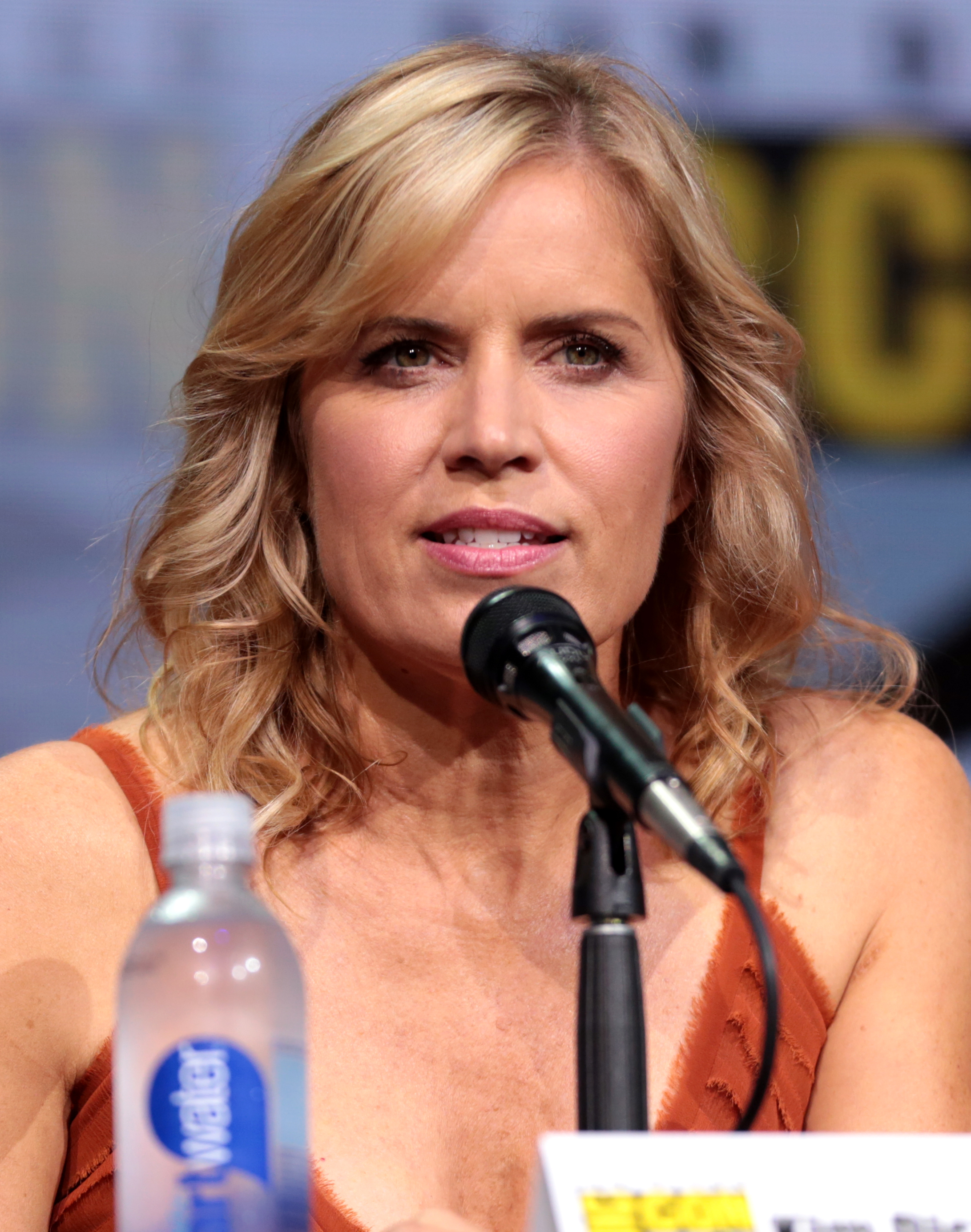
Dickens em 2015 na San Diego Comic-Con

Em 2000, Dickens teve papéis co-estrelados em filmes Committed oposto de Heather Graham, Hollow Man com Elisabeth Shue e Kevin Bacon, e The Gift estrelado por Cate Blanchett. No ano seguinte, ela desempenhou o papel principal no filme independente, Things Behind the Sun. Dickens recebeu aclamação da crítica por sua atuação, e uma indicação ao Independent Spirit Award de Melhor Protagonismo Feminino. Mais tarde, em 2001, Dickens foi um membro regular do elenco na curta série de drama policial da CBS , Big Apple. Em 2003, ela co-estrelou ao lado de Felicity Huffman e Eric Stoltz na minissérie da Showtime Out of Order.
Durante a década de 2000, Dickens trabalhou principalmente na televisão, interpretando Joanie Stubbs, a cafetina , no faroeste da HBO Deadwood de 2004 a 2006. Ela foi indicada ao Screen Actors Guild Award de Melhor Performance de Elenco em Série Dramática em 2007 por esse papel. Ela era um membro regular do elenco na série de comédia não exibida da HBO, 12 Miles of Bad Road, estrelada por Lily Tomlin e Mary Kay Place. Ela teve papéis recorrentes em Lost e Friday Night Lights. No cinema, Dickens coestrelou em House of Sand and Fog (2003) com Jennifer Connelly e Ben Kingsley , Thank You for Smoking (2005), Wild Tigers I Have Known (2006), Red (2008) e The Blind Side (2009).

### 2014 - 2020: Aclamação critica e proeminência
De 2010 a 2013, Dickens foi regular na série dramática da HBO , Treme, como a chef Janette Desautel. De 2013 a 2014, ela teve um papel recorrente como Colette Jane no drama policial da FX , Sons of Anarchy. Em 2015, ela teve um papel recorrente no drama político da Netflix House of Cards. No cinema, ela coestrelou em Footloose (2011) e At Any Price (2012). Em 2014, ela teve um papel coadjuvante importante como a detetive Rhonda Boney no filme de suspense psicológico Gone Girl, dirigido por David Fincher, que lhe rendeu indicações ao Central Ohio Film Critics Association Award e  Georgia Film Critics Association Award de melhor elenco, em 2016, co-estrelou como a mãe do personagem principal no filme de Tim Burton, Miss Peregrine's Home for Peculiar Children.
Em agosto de 2015, Dickens começou a interpretar Madison Clark na série companheira de The Walking Dead, Fear the Walking Dead, na AMC. Dickens deixou a série em junho de 2018. Ela retornou à série em 2022.

### 2020 - presente: trabalho continuo
Dickens apareceu no filme Land de 2021. Em dezembro de 2021, foi anunciado no Talking Dead que Dickens retornaria a Fear the Walking Dead na sétima temporada e seria regular na oitava temporada. A própria Dickens fez uma aparição surpresa no programa para fazer o anúncio aos fãs pessoalmente.

## Vida Pessoal
Dickens mudou-se para Los Angeles no final da década de 1990. Ela está atualmente em um relacionamento com a musicista e atriz Leisha Hailey , conhecida por ser membro da dupla musical The Murmurs , bem como por sua atuação em The L Word.

## Filmografia

### Cinems
| Ano  | Titulo                                      | Papel                 | Notas |
| ---- | ------------------------------------------- | --------------------- | --- |
| 1995 | Palookaville                                | Laurie                | |
| 1997 | Truth or Consequences, N.M.                 | Addy Monroe           | |
| 1998 | Zero Effect                                 | Gloria Sullivan       | |
| 1998 | Great Expectations                          | Maggie                | |
| 1998 | Mercury Rising                              | Stacey                | |
| 1999 | The White River Kid                         | Apple Lisa            | |
| 2000 | Committed                                   | Jenny                 | |
| 2000 | Hollow Man                                  | Sarah Kennedy         | |
| 2000 | The Gift                                    | Linda                 | |
| 2001 | Things Behind the Sun                       | Sherry                | Indicações Independent Spirit de melhor atriz                                                                                   |
| 2003 | House of Sand and Fog                       | Carol Burdon          | |
| 2004 | Goodnight, Joseph Parker                    | Muriel                | |
| 2005 | Thank You for Smoking                       | Jill Naylor           | |
| 2006 | Wild Tigers I Have Known                    | The Counselor         | |
| 2007 | Waiting                                     | John's Wife           | |
| 2008 | Red                                         | Carrie                | |
| 2009 | One Way to Valhalla                         | Jenny                 | |
| 2009 | The Blind Side                              | Mrs. Boswell          | |
| 2011 | Footloose                                   | Lulu Warnicker        | |
| 2012 | At Any Price                                | Irene Whipple         | |
| 2014 | Gone Girl                                   | Detetive Rhonda Boney | Indicações Central Ohio Film Critics Association Award de melhor elenco Georgia Film Critics Association Award de melhor elenco |
| 2016 | Miss Peregrine's Home for Peculiar Children | Maryann Portman       | |
| 2018 | Lizzie                                      | Emma Borden           | |
| 2019 | The Highwaymen                              | Gladys Hamer          | |
| 2021 | Land                                        | Emma                  | |
| 2022 | The In Between                              | Vickie                | |
| 2022 | The Good Nurse                              | Linda Garran          | |

### Televisão
| Ano                  | Titulo                  | Papel               | Notas                                                                  |
| -------------------- | ----------------------- | ------------------- | ---------------------------------------------------------------------- |
| 1995                 | New York News           | desconhecida        | 1 episódio                                                             |
| 1996                 | Swift Justice           | Annie Peters        | 1 episódio                                                             |
| 1996                 | Voice from the Grave    | Terry Deveroux      |                                                                        |
| 1996                 | Two Mothers for Zachary | Nancy               |                                                                        |
| 1997                 | Spin City               | Veronica            | 1 episódio                                                             |
| 1997                 | Heart Full of Rain      | Susan Doyle         |                                                                        |
| 2001                 | Big Apple               | Sarah Day           | 8 episódios                                                            |
| 2003                 | Out of Order            | Danni               | 6 episódios                                                            |
| 2004–2006            | Deadwood                | Joanie Stubbs       | 33 episódios Indicações SAG Awards de Melhor Elenco em Série Dramática |
| 2006                 | Numbers                 | Crystal Hoyle       | 2 episódios                                                            |
| 2006–2009            | Lost                    | Cassidy Phillips    | 4 episódios                                                            |
| 2008                 | 12 Miles of Bad Road    | Jonelle Shakespeare | 6 episódios                                                            |
| 2008                 | 1%                      | Rhonda              | cancelada no piloto                                                    |
| 2008–2009            | Friday Night Lights     | Shelby Saracen      | 11 episódios                                                           |
| 2009                 | FlashForward            | Kate Stark          | Episode: "137 Sekunden"                                                |
| 2010                 | Reviving Ophelia        | Le Anne             | 1 episódio                                                             |
| 2010–2013            | Treme                   | Janette Desautel    | 36 episódios                                                           |
| 2013                 | Second Sight            | Samantha Wilde      | cancelada no piloto                                                    |
| 2013–2014            | Sons of Anarchy         | Colette Jane        | 7 episódios                                                            |
| 2013                 | White Collar            | Jill                | Episode: "Quantico Closure"                                            |
| 2014                 | Red Zone                | Helen Weller        | cancelada no piloto                                                    |
| 2015–2017            | House of Cards          | Kate Baldwin        | 9 episódios                                                            |
| 2015–2018; 2022–2023 | Fear the Walking Dead   | Madison Clark       | Papel Principal                                                        |
| 2016–2018; 2021      | Talking Dead            | ela mesma           | 7 episódios                                                            |
| 2019                 | Deadwood: The Movie     | Joanie Stubbs       |                                                                        |
| 2020                 | Briarpatch              | Eve Raytek          | 9 episódios                                                            |

### Video games
| Ano  | Titulo          | Papel     | Notas |
| ---- | --------------- | --------- | ----- |
| 2020 | Half-Life: Alyx | Cientista |       |